# Ninni Cassarà

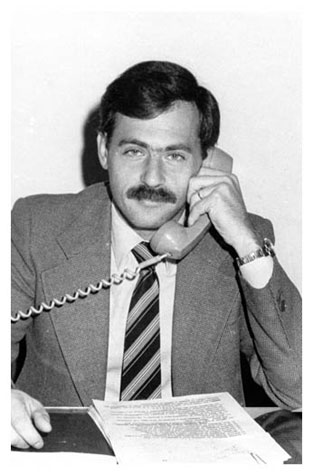
Ninni Cassarà

Antonino "Ninni" Cassarà (7 de maio de 1947, Palermo, Itália - 6 de agosto de 1985, Palermo, Itália) foi um policial italiano assassinado pela Cosa Nostra.

## Vida
Nascido em 7 de maio de 1947, foi comissário em Régio da Calábria e depois em Trapani, onde aprendeu sobre Giovanni Falcone. Ele foi então promovido e enviado a Palermo, onde serviu como vice chefe da Polícia Judicial. Em 1982, trabalhou nas ruas de Palermo junto com o agente Calogero Zucchetto, no contexto dos inquéritos da Cosa Nostra. Em uma dessas ocasiões, Cassarà e Zucchetto reconheceram os assassinos Pino Greco e Mario Prestifilippo, mas não conseguiram prendê-los porque estes fugiram. Entre as numerosas operações em que participou, muitas das quais, juntamente com o comissário Giuseppe Montana, está a famosa operação Pizza Connection (em colaboração com as forças policiais dos EUA). Cassarà era um estreito associado de Giovanni Falcone e o chamado grupo da Antimafia do Ministério Público da República de Palermo, e suas investigações contribuíram para o primeiro “Maxiprocesso" (eng: Maxi Trial).
Casado e pai de três filhos, ele foi morto pela máfia em 1985, aos 38 anos. 

## Assassinato
Em 6 de agosto de 1985, Ninni estava voltando para casa através da Viale della Croce Rossa 81, em Palermo, em um Alfetta e escoltado por dois agentes. Ele saiu do carro e chegou à porta da frente de sua casa quando um grupo de nove soldados com rifles AK-47, escondidos em um prédio de construção, abriram fogo. O agente Roberto Antiochia, que saiu do carro para abrir a porta para Cassarà, foi atingido por tiros e caiu no chão em frente à porta de entrada. Natale Mondo, o outro agente de escolta, permaneceu ileso, conseguindo se cobrir sob o carro (mas depois foi morto em 14 de janeiro de 1988). Cassarà, atingido pelos assassinos quase simultaneamente com Antiochia, morreu dentro do hall de entrada nos braços de sua esposa, Laura, que viu a emboscada com sua filha da varanda de sua casa. Antonino Cassarà foi enterrado no cemitério de Sant'Orsola em Palermo. Após o assassinato, seu caderno, o qual supostamente continha importantes informações a respeito da máfia, desapareceu de seu escritório.
Em 17 de fevereiro de 1995, o tribunal de Palermo condenou a prisão perpétua os cinco membros da cúpula da máfia (Totò Riina, Bernardo Provenzano, Michele Greco, Bernardo Brusca e Francesco Madonia) por terem conexão com o crime.